# Косяк, Иван Романович
Иван Романович Косяк (22 апреля 1922, Павлоградский район — 12 февраля 1971, Павлоград, Днепропетровская область) — лейтенант Советской Армии, участник Великой Отечественной войны, Герой Советского Союза (1943).

## Биография
Иван Косяк родился 22 апреля 1922 года в селе Булаховка (ныне — Павлоградский район Днепропетровской области Украины). После окончания семи классов школы работал на стройке в Днепропетровске. В 1940 году Косяк был призван на службу в Рабоче-крестьянскую Красную Армию. С июня 1941 года — на фронтах Великой Отечественной войны. К октябрю 1943 года сержант Иван Косяк командовал отделением 685-го стрелкового полка, 193-й стрелковой дивизии, 27-го стрелкового корпуса, 65-й армии, Центрального фронта. Отличился во время битвы за Днепр.
В начале октября 1943 года Косяк одним из первых переправился через Днепр в районе посёлка Лоев Лоевского района Гомельской области Белорусской ССР и вместе со своим отделением захватил и удержал до подхода основных сил вражескую траншею.
Указом Президиума Верховного Совета СССР от 30 октября 1943 года за «образцовое выполнение боевых заданий командования на фронте борьбы с немецкими захватчиками и проявленные при этом мужество и героизм» сержант Иван Косяк был удостоен высокого звания Героя Советского Союза с вручением ордена Ленина и медали «Золотая Звезда» за номером 1654.
В 1944 году Косяк окончил курсы младших лейтенантов. В 1947 году в звании лейтенанта он был уволен в запас. Проживал и работал в Павлограде. Умер 12 февраля 1971 года, похоронен в Булаховке.
Был также награждён рядом медалей.